# Argoyuwono
Argoyuwono is een bestuurslaag in het regentschap Malang van de provincie Oost-Java, Indonesië. Argoyuwono telt 3066 inwoners (volkstelling 2010).